# Vrela (miasto Zvornik)
Vrela (cyr. Врела) – wieś w Bośni i Hercegowinie, w Republice Serbskiej, w mieście Zvornik. W 2013 roku liczyła 97 mieszkańców.